# HD 89744 b
HD 89744 b, também denominado de HD 89744 Ab, é um planeta extrassolar classificado como um Júpiter excêntrico que orbita em torno de HD 89744, um sistema estelar binário localizado a cerca 130 anos-luz (40 pc) de distância a partir do Sistema Solar, na constelação da Ursa Major. Ele tem uma massa equivalente a 7,20 massas de Júpiter e um período orbital de 256 dias. Este planeta foi descoberto em 2000 por Korzennik e colaboradores usando o método de velocidade radial, em 2004 Mugrauer e seus colegas encontraram uma companheira estelar de baixa massa.